# Fort Sabina Henrica

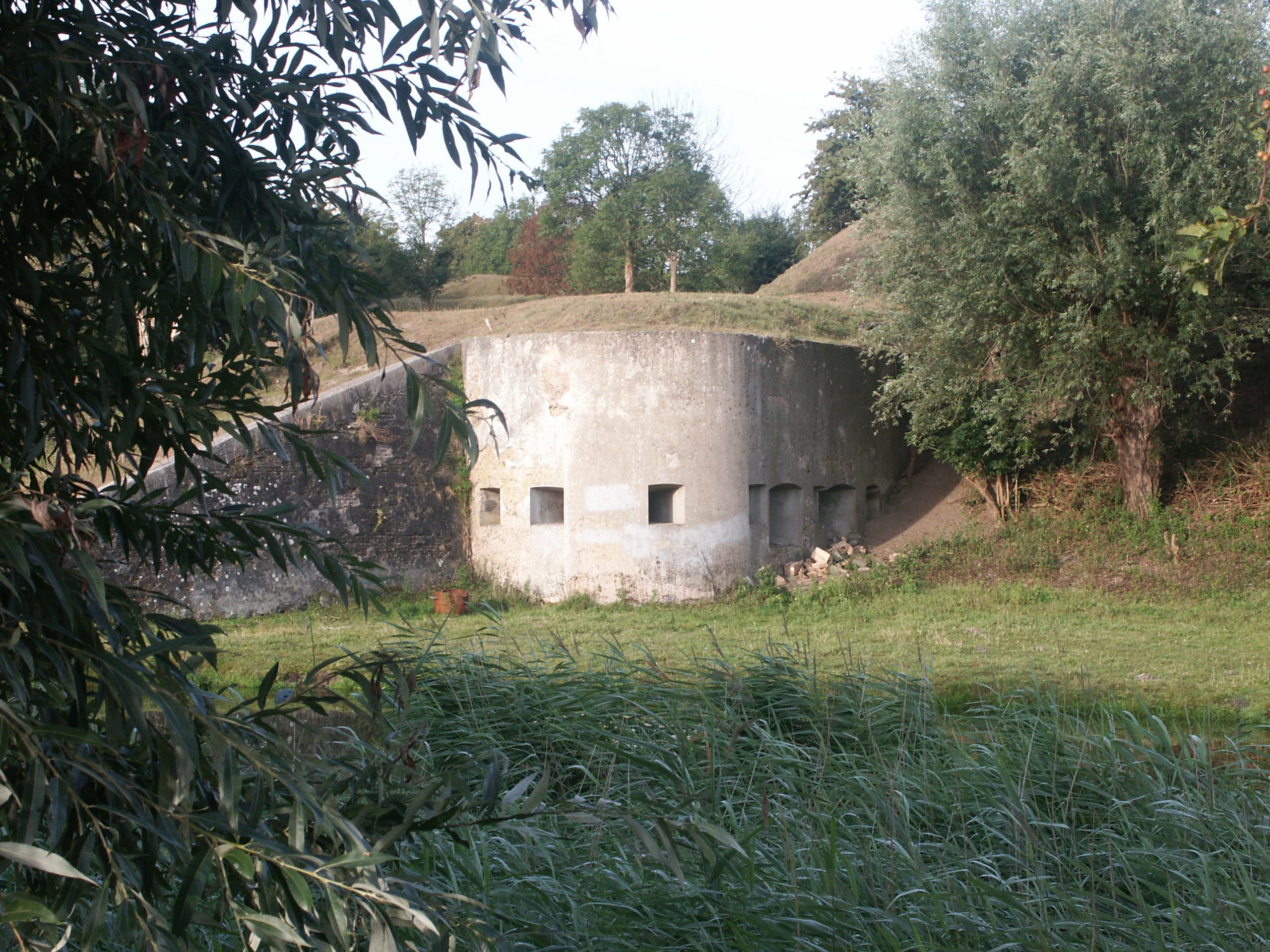
Afvuurplaats Fort Sabina

Fort Sabina Henrica is een voormalig fort bij Willemstad en Helwijk. Het ligt in het uiterste noordwesten van de Sabina-Henricapolder. Het maakte deel uit van de Stelling van het Hollandsch Diep en het Volkerak. 

## Geschiedenis
In 1809 versterkten de Fransen hun kustverdediging, nadat de Engelsen tijdens de Walcherenexpeditie waren binnengevallen. In het kader hiervan werden aan weerszijden van het Hellegat twee forten gebouwd: Fort "De Ruijter" bij Willemstad en Fort "Duquesne" bij Ooltgensplaat. Het laatste fort was genoemd naar de Franse admiraal die tegenover De Ruyter stond in de Slag bij Agosta (1676).
Na het vertrek van de Fransen in 1813 werd het Fort "Duquesne" omgedoopt in Fort Prins Frederik. In 1913 werd het Fort "De Ruijter" eveneens omgedoopt, en wel in Fort Sabina Henrica, naar de Sabina-Henricapolder waarin het ligt. Deze polder is vernoemd naar Sabina Henrica van den Santheuvel (1731-1805), echtgenote van de architect van de forten rond Willemstad, kapitein-ingenieur Michiel Mattheus van Oosterzee (1720-1774) en eigenaresse van de polder. Reden voor de naamsverandering was de bouw van een nieuw fort in Vlissingen met de naam fort De Ruyter.
Het fort was omringd door een aarden wal in de vorm van een onregelmatige vijfhoek, waarbinnen zich een Franse militaire toren bevond (tour modèle no. 2). Daarin kon 21 ton buskruit worden opgeslagen, terwijl het fort bezet werd door 69 manschappen. Het fort was omringd door een natte gracht.
Na het aannemen van de Vestingwet in 1874 ging het fort fungeren als verdediging tegen vijandelijke vlooteenheden op het Volkerak en het bestrijken van een versperring met schoktorpedo's. Er kwamen loodsen voor de opslag van torpedoversperringen die in het zeegat worden aangebracht, gericht op het verhinderen van de doorvaart van vijandelijke schepen. Het maakte daarbij deel uit van de Stelling van het Hollandsch Diep en het Volkerak. Van 1880-1883 werd het fort gerenoveerd en gemoderniseerd. Er kwam ook een inundatiesluis om het voorliggende terrein snel onder water te kunnen zetten. Direct ten noorden van het fort liep een uitwateringskanaal dat uitmondde bij de Heyningse of Helse Haven in het Volkerak. Omstreeks 1960 verdween deze haven en werd de zeedijk gesloten waarmee de verbinding met open water verloren ging. In 1902 konden er 514 manschappen gelegerd worden, terwijl er veel geschut aanwezig was dat in 1917 nog werd vernieuwd.
Op 22 maart 1923 is het fort opgeheven als vestingwerk. In 1936 besloot de regering de drie forten bij Willemstad, waaronder Sabina Henrica, voor een periode van 10 jaar te verhuren aan de Amsterdamse Burgerwacht. De Burgerwacht nam niet de taken over van de vroegere bezetting van de forten, maar zou de forten gebruiken als vakantieverblijf voor de burgerwachters en hun gezinsleden. Voor fort Sabina Henrica werd hiervan afgeweken, dit fort werd een werkkamp onder leiding van de Burgerwacht. Het was een grote mislukking en voor de kerst van 1936 vertrokken alle bewoners. Dit betekende niet het eind, in 1937 deed het dienst als werkkamp voor jeugdige werklozen. Onder leiding van de Burgerwacht waren tientallen jongeren bezig met het opknappen en restaureren van het fort.
Gedurende de mobilisatie en de meidagen was het fort in functie als legeringslocatie. Tussen 10 en 13 mei 1940 werd het gebied geïnundeerd. Op 12 mei verliet een groot deel van de bezetting het fort. De achterblijvende troepen beschikten over slechts weinig munitie en onbruikbare handgranaten. Men breidde de bezetting uit met twee lichte mitrailleurgroepen en een nieuwe commandant nam het bevel over. Men nam in de middag van 14 mei waar hoe het flankerende fort De Hel werd aangevallen door Duitse pantserwagens. Dit waarnemende en beseffende dat zij geen wapens tegen pantserwagens bezaten, trok de bezetting weg via Dintelsas. Ze werden daar alsnog door de Duitsers gevangen genomen. Tijdens de Tweede Wereldoorlog werd het fort nog als schuilplaats voor de burgerbevolking gebruikt.
Nog tot in de jaren 1950 en 1960 werd het fort benut als munitie-opslagplaats, maar in 1977 werd het verkocht aan de gemeente Fijnaart en Heijningen, die het in 1981 verkocht aan Staatsbosbeheer. Het terrein sluit aan bij het natuurgebied Sint Antoniegorzen.

## Watersnoodramp
Tijdens de Watersnood van 1953 brak de buitendijk van de Sabina Henricapolder door in de buurt van het fort op en het brakke water stroomde de polder binnen. In 1953 was Matthijs Mackaij als militair van de Genie tot fortwachter van Sabina benoemd. Hij en zijn vrouw woonden in een woning vlak bij de ingang tot het fort. In de nacht van 31 januari op 1 februari 1953 kwam het water en de fortwachterswoning verdween in de golven. Mackaij, zijn vrouw, twee dochters en een kleinzoon kwamen hierbij om het leven.
Na de ramp kon de schade worden opgemaakt. De dijk van het fort tot Dintelsas langs het Volkerak was over een lengte van een kilometer weggevaagd. Nog geen twee maanden later, per eind maart 1953, werd het laatste gat, zo'n 400 meter breed, bij het fort gesloten. De herstelwerkzaamheden konden worden gestart.

## Recreatief gebruik
Het fort is publiek toegankelijk. Vanaf 2012 is de Stichting Fort Sabina beheerder, het wordt sindsdien 'Het groene fort' genoemd. Op het fort kwam horeca, er worden culturele evenementen georganiseerd, natuurwandelingen aangeboden en theatervoorstellingen gegeven en er is gelegenheid voor bedrijfssamenkomsten. Er wordt aandacht besteed aan de geschiedenis van het fort. Er zijn plannen de ophaalbrug uit 1871 te herstellen. De inundatiesluis uit 1885 is gerestaureerd door het waterschap.
In 2018 tekenden de provincie, gemeente en Stichting Fort Sabina een samenwerkingsovereenkomst. De drie partijen en eigenaar Staatsbosbeheer willen de recreatieve, toeristische en culturele functies van het fort versterken. Diverse projecten werden uitgevoerd, zo is de Fortweg die leidt naar het parkeerterrein verbeterd en kwam er daarvandaan een pad dat naar het fort voert. 

## Natuur
In een gedeelte van het fort is huizen vleermuizen, onder andere de baardvleermuis en de watervleermuis. Bij het fort is een vogelreservaat. In de omgeving bevinden zich zilte schraallandjes, waar gele morgenster en schorrezoutgras groeien.